# Autoexploración mamaria

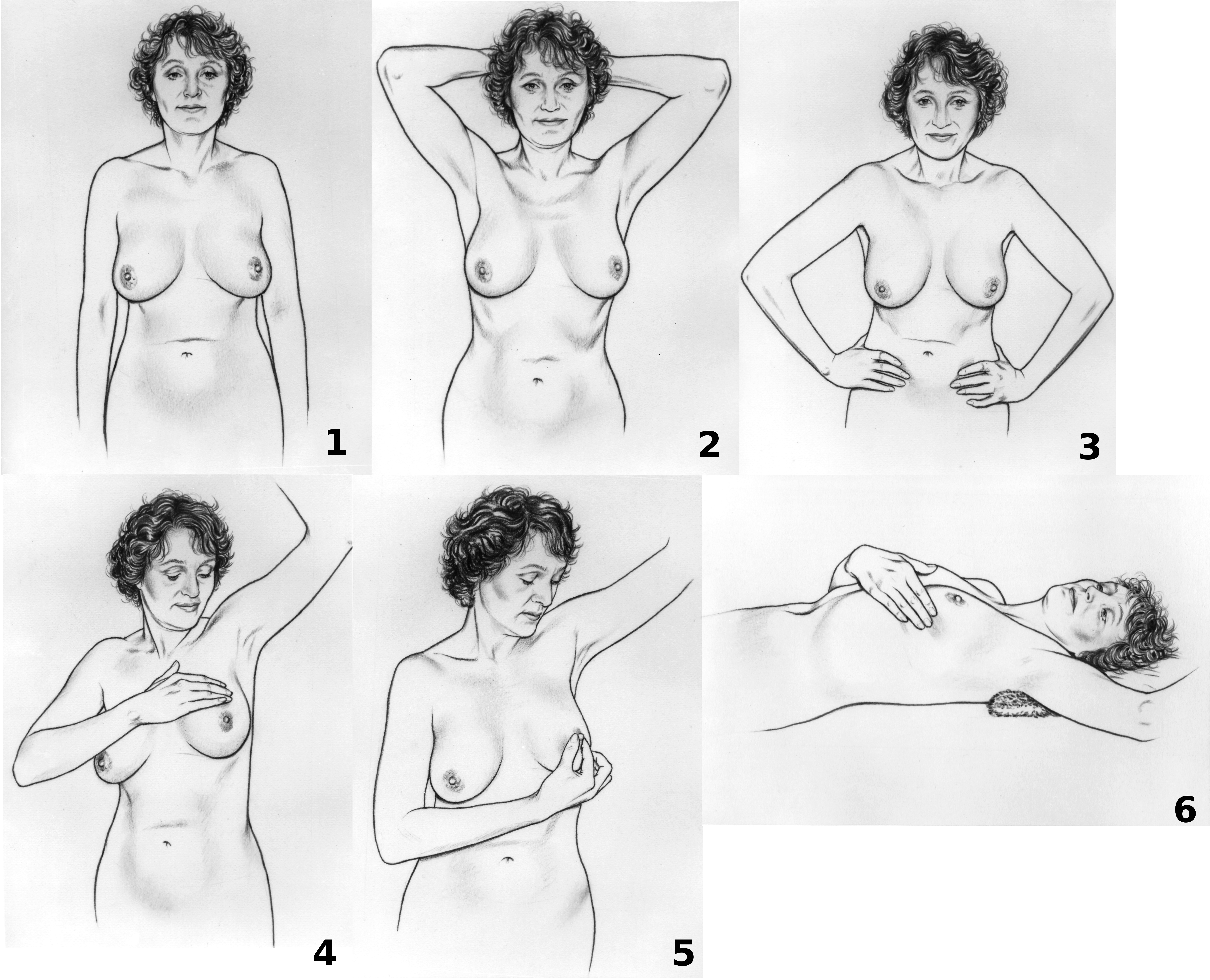
Autoexploración mamaria en seis pasos. Los pasos 1-3 implican la inspección del pecho con los brazos al lado del cuerpo, detrás de la cabeza, y en los lados. El paso 4 es la palpación del pecho. El paso 5 es la palpación del pezón. El paso 6 es la palpación del pecho tumbada.

La autoexploración mamaria es un método sencillo que implica que la propia mujer palpe sus senos en busca de posibles cambios, bultos, pliegues o hinchazones.
Aunque fue un método ampliamente recomendado para el cribado del cáncer de mama, varios metaanálisis han puesto en duda su efectividad al no poder demostrar una disminución en la mortalidad por cáncer. En cambio, se ha observado un aumento del número de procedimientos invasivos como biopsias. La Organización Mundial de la Salud no recomienda la autoexploración mamaria en lugares donde existan programas de cribado, mientras que la American Cancer Society apoya su práctica en algunos casos como en pacientes de riesgo, aunque advierte de su dudosa utilidad.